# Friedrichsfeld (Niederrhein)
Friedrichsfeld ist der jüngste Stadtteil der Stadt Voerde (Niederrhein) im Kreis Wesel in Nordrhein-Westfalen und zählt 11.820 Einwohner (Stand Dezember 2024). Der Ort war bis 1922 ein Ortsteil der Gemeinde Spellen und nannte sich offiziell „Oberemmelsum“.

## Geografie
Der Wesel-Datteln-Kanal ist die nördliche Grenze zu Wesel, in dem auch die Friedrichsfelder Schleuse steht, welche geografisch gesehen jedoch zum Ortsteil Emmelsum zählt. Im Westen grenzt Friedrichsfeld neben Emmelsum auch an Spellen, in südlicher Richtung an Stockum und Holthausen und im Osten an die Stadt Hünxe und ein Gewerbegebiet.

## Allgemeines

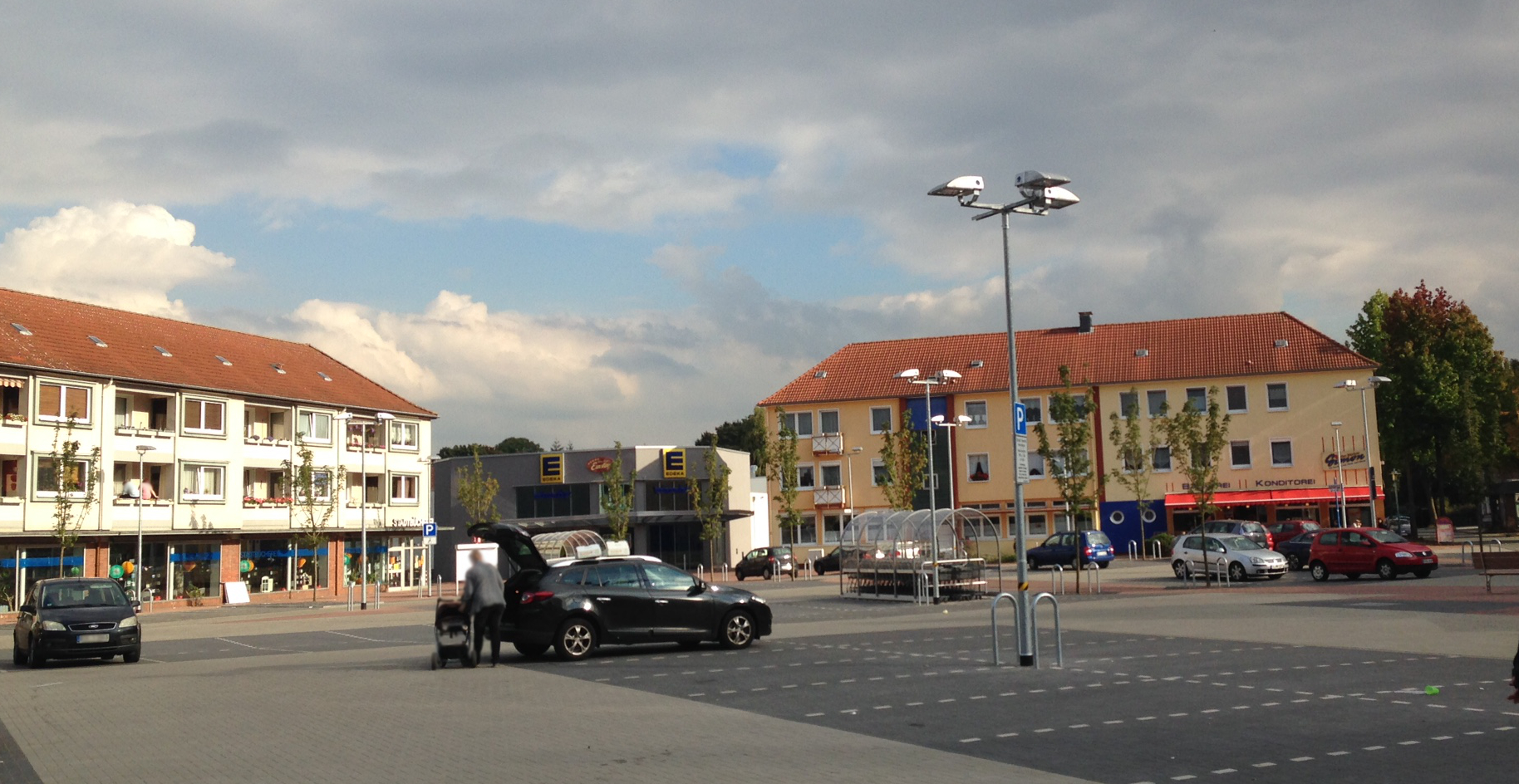
Der Marktplatz nach dem umfassenden Umbau 2015: Das Gebäude hinten links wurde abgerissen und durch einen Neubau ersetzt

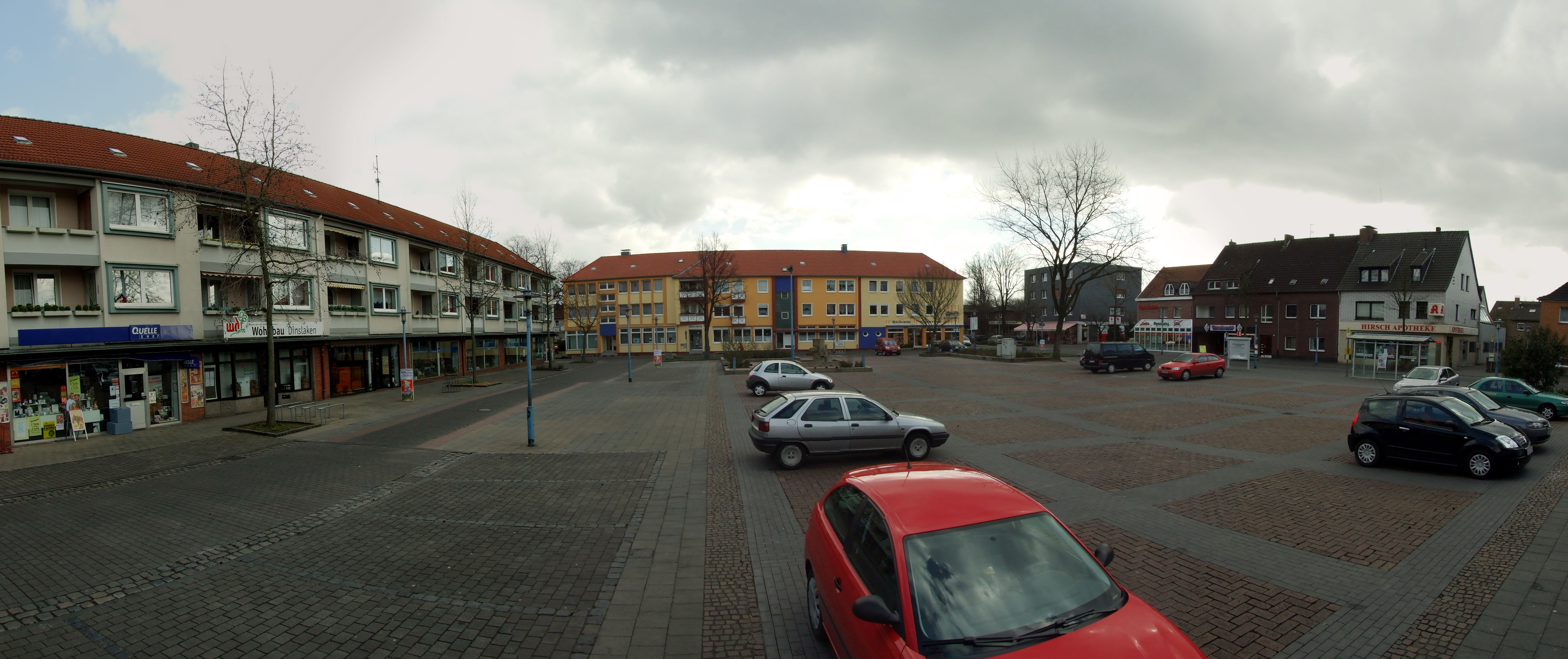
Der Marktplatz und Dorfmitte von Friedrichsfeld vor dem umfassenden Umbau 2015

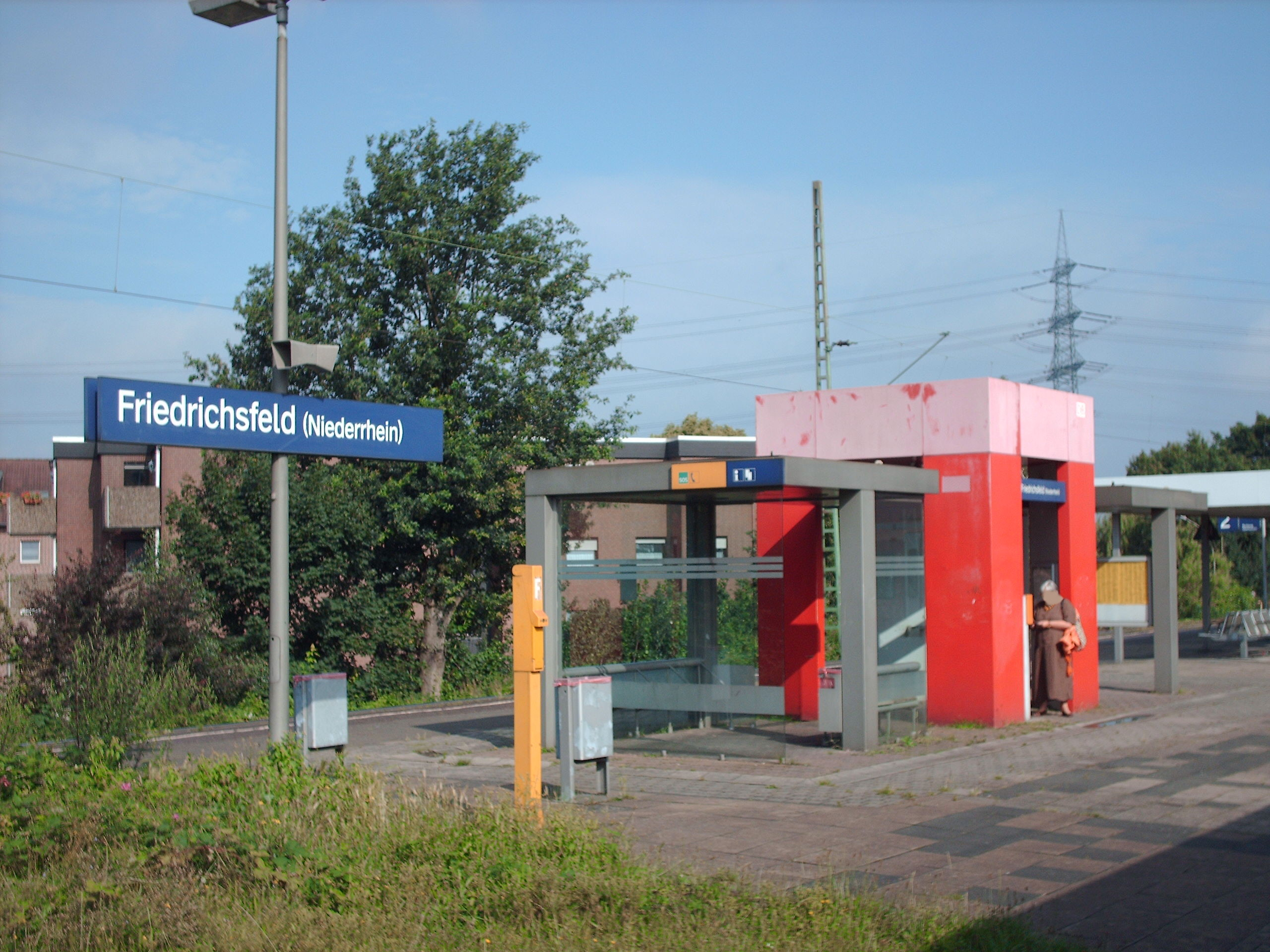
Vorheriger Haltepunkt Friedrichsfeld (Niederrhein) (wird jetzt neu gebaut)

Obwohl Friedrichsfeld eine Ortschaft an der Grenze des nördlichen Ruhrgebiets ist, gibt es hier relativ viele Einkaufsmöglichkeiten. So finden sich hier zahlreiche Bäckereien, viele Gaststätten und Schnellrestaurants sowie Supermärkte und Discounter. Die Freiwillige Feuerwehr existiert ebenso wie Kleingewerbe jeglicher Art. Zudem gibt es in Friedrichsfeld zwei Senioreneinrichtungen, eins von der AWO im Westen und das „Altenheim St. Christophorus“ nahe dem Ortskern. Des Weiteren besitzt Friedrichsfeld das Gymnasium Voerde sowie eine eigene Grundschule (Gemeinschaftsgrundschule Grundschule Friedrichsfeld).
Wichtigste Straßen sind die von Süden nach Norden verlaufende B 8 (Hindenburgstraße) und die L 396 (Frankfurter Straße). Die Spellener Straße und die Poststraße durchqueren die Ortschaft in West-Ost-Richtung. Durch den Haltepunkt Friedrichsfeld (Niederrhein), der etwa 400 m nordöstlich des Ortskerns auf einem 7 m hohen Bahndamm oberhalb der Poststraße liegt, ist der Ort über die Bahnstrecke Oberhausen–Arnhem an den SPNV angeschlossen. So kann zum Beispiel der nahe gelegene Flughafen (Düsseldorf) mit dem Zug in 40 Minuten per Zug erreicht werden. Der westlich gelegene Flughafen Niederrhein ist mit dem Pkw in etwa 45 Minuten erreichbar.
In den 2030er Jahren soll die Walsumbahn reaktiviert werden, womit ein weiterer Bahnhof entstehen würde. Dieser würde geografisch gesehen zwar im Voerder Ortsteil Spellen liegen, dessen Ortseingang vom Bahnhof aber genauso so weit entfernt liegen würde wie der von Friedrichsfeld.
Die Anbindung an das Autobahnnetz erfolgt über die A 3 (Anschlussstelle Hünxe) oder die A 59 (Anschlussstelle Dinslaken-West).
Ein Industrieunternehmen von überregionaler Bedeutung ist die Winergy AG, eine Tochtergesellschaft des Bocholter Getriebespezialisten Flender GmbH. Sie ist nach eigenen Angaben der weltgrößte Hersteller von Getrieben für Windkraftanlagen und seit Juli 2006 Teil des Siemens-Konzerns.

## Geschichte

### Frühzeit
Geologisch ist der Siedlungsstandort auf einer eiszeitlichen Niederterrasse durch die Sander der Endmoräne Testerberge bei Hünxe geprägt, deren damaliger Gletscher sandreiches Schmelzwasser in das Urstromtal entwässerte, durch das heute der Rhein fließt. Auf den silikatreichen Substraten bildeten sich nach der Eiszeit nährstoffarme Böden, während an Rhein und Lippe fruchtbare Auen entstanden, an denen primär gesiedelt wurde. Die heutige Siedlung Friedrichsfeld liegt im westlichen Teil der ehemaligen Spellner Heide, die als Hute, Wald und Jagdrevier zu dem seit 777 bestehenden Bauerndorf Spellen gehörte.

### Ab dem 18. Jahrhundert
Im 18. Jahrhundert diente das ca. 1.000 ha große Gebiet des heutigen Ortsteils den in Wesel stationierten Truppen Friedrichs des Großen als Truppenübungsplatz. Nach dem Tod Friedrichs des Großen 1786 wurde die Truppenstärke in Preußen reduziert. Im Jahr 1794 wurde das Gebiet von französischen Truppen besetzt. Erst 1815 endete infolge der Befreiungskriege die Besatzungszeit. Mit der Einführung der Wehrpflicht in Preußen wurde auch die Gemeinde Spellen Schießplatz der 7. Westfälischen Artillerie-Brigade.
Das Gelände war wenig geeignet für eine landwirtschaftliche Intensivierung und bot gute Bedingungen für einen Truppenübungsplatz. Es war nur geringfügig besiedelt und nur im Bereich des heutigen Ortskerns gab es einen Hof, das „Hofgut Friedrichsfeld“. Der Name ist möglicherweise zu Ehren Friedrichs an ihn angelehnt.
In den kommenden Jahrzehnten sollte die Stadt Voerde Unterkünfte für die Soldaten, die nur in den Sommermonaten das Gebiet nutzen, bereitstellen. Das dafür geleistete Entgelt wurde als nicht ausreichend angesehen und die Umstände führten oftmals zu Streitigkeiten. Etwa 1865 geriet das „Hofgut Friedrichsfeld“ in finanzielle Not. Der damalige Bürgermeister Karl von der Mark erwarb privat den Hof. Auf dem ca. 47 ha großen Gebiet ließ er ein Haus zur Unterbringung der Offiziere errichten. Dieses wurde am 16. Juli 1870 eingeweiht und bekam zusammen mit dem gesamten Truppenübungsplatz von General von Decker, dem Kommandeur der 7. Artilleriebrigade, den Namen „Friedrichsfeld“ verliehen. Der Name wurde somit offiziell. In der Verwaltung verwendete man allerdings noch die Bezeichnung „Oberemmelsum“, als einen Ortsteil der bis 1922 selbstständigen Gemeinde Spellen.
Während der Feiern um den Bau des Hauses erhielt General von Decker per Kurier einen Mobilisierungsbefehl, weil am 19. Juli 1870 Frankreich Preußen den Krieg erklärt hatte. Infolge des Deutsch-Französischen Krieges mussten in Wesel und Friedrichsfeld zahlreiche französische kriegsgefangene Soldaten untergebracht werden. Der Bürgermeister von Voerde bot dem preußischen Staat seinen Hof zum Kauf an, auf dem dann das „Truppenlager Friedrichsfeld“ erbaut wurde. Zahlreiche Gebäude wurden dafür errichtet. Ab Herbst 1870 bewohnten kriegsgefangene Franzosen bis zu ihrer Rückkehr im Sommer 1871 die Lager. Von den 10.000 Gefangenen starben 248 und wurden auf dem im Osten errichteten Friedhof („Franzosenfriedhof“) beerdigt.

### Erster Weltkrieg

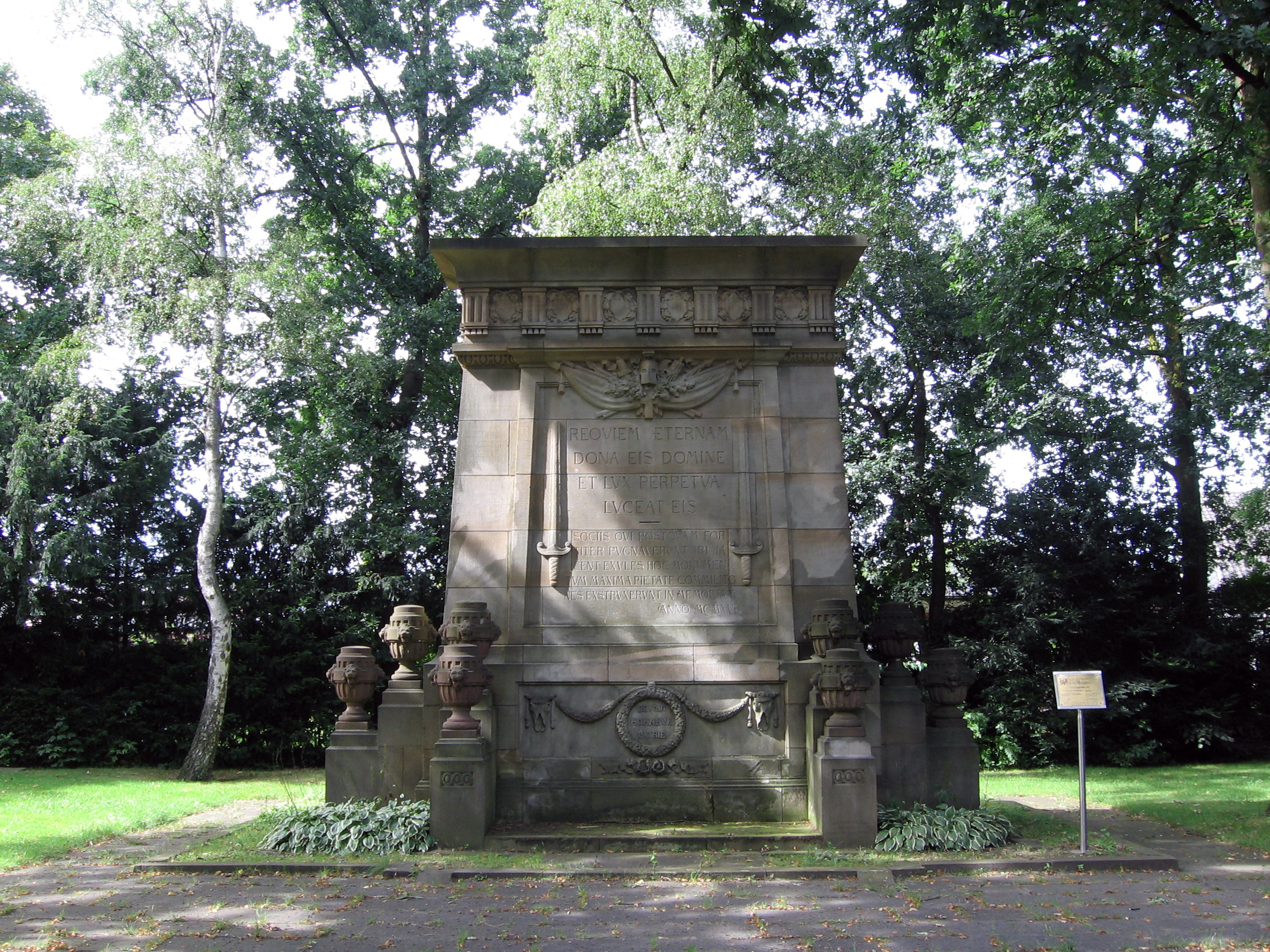
Ehrenmal auf dem Franzosenfriedhof

Nach der Rückkehr der Franzosen blieb das Lager bis 1920 Truppenübungsplatz für preußische Soldaten. Im Ersten Weltkrieg wurde Friedrichsfeld erneut als Kriegsgefangenenlager für Menschen verschiedener Nationen, wie Russen, Engländer, Franzosen, Serben, Italiener, Portugiesen und Belgier, genutzt. Dafür wurde ein eigenes Lager östlich der B8 im Bereich des heutigen Sportplatzes errichtet. Von 1914 bis 1919 starben 620 der kriegsgefangenen Soldaten. 1916 errichteten die Gefangenen unter Hilfe der Militärverwaltung in der Mitte des Friedhofs das Kriegerdenkmal. Einige Jahre nach Ende des Krieges wurden die meisten Toten bis auf die Russen und Serben in ihre Heimat überführt. Ebenso wurde das Lager aufgelöst und die Siedlungsgesellschaft für den Kreis Dinslaken GmbH kaufte 1921 den Ort auf, um den zivilen Ort Friedrichsfeld zu entwickeln.

### Zweiter Weltkrieg
Während des Zweiten Weltkriegs wurde ein Teil des ehemaligen Truppenlagers für zivile Zwangsarbeiter aus von Deutschland besetzten Gebieten – hauptsächlich aus der Ukraine – genutzt. Die Verstorbenen aus dieser Zeit sind ebenfalls auf diesem Friedhof beerdigt worden; zu diesen gehören auch 99 Kleinkinder, die von Zwangsarbeiterinnen im Lager Buschmannshof in Voerde geboren wurden und zum Großteil im Winter 1944/45 an Mangelernährung und Infektionen starben. Darüber hinaus wurden auch vom alliierten Bombenangriff 1945 auf Friedrichsfeld verstorbene Zwangsarbeiter beerdigt. Aus der Zeit des Zweiten Weltkriegs wurden insgesamt 352 Tote auf dem Friedhof beigesetzt.
Das Kriegsgefangenenlager Friedrichsfeld bestand bis 1969.

### Aktuelle Entwicklungen

#### Bau der Heidesiedlung und Entwicklung zum Klimaquartier
Ende der 1990er Jahre entstand im Osten von Friedrichsfeld ein Neubaugebiet östlich der Hindenburgstraße und südlich der Alten Hünxer Straße, die sogenannte Heidesiedlung, welche heute circa 4.500 Einwohner zählt. Sie soll im Rahmen eines Modellprojekts zum ersten Klimaquartier in Voerde umgebaut werden. Dabei sollen alle Wohnhäuser energetisch modernisiert werden.

#### Umgestaltung des Marktplatzes
2015 wurde der Marktplatz im Ortskern umgestaltet. Dabei wurde die gesamte Pflasteroberfläche erneuert und das Parkplatzsystem umgestellt, so dass die Fahrzeuge nun diagonal zu den Straßen parken und nicht parallel zu diesen. Zeitgleich wurde auch ein neuer Supermarkt errichtet.

#### Ausbau der Bahnstrecke im Ortskern
Im Rahmen des dreigleisigen Ausbaus der Bahnstrecke Oberhausen–Arnhem im deutschen Abschnitt zwischen Oberhausen und Emmerich wird sich das Erscheinungsbild des Ortes verändern. An den Bahngleisen werden Lärmschutzwände entstehen und der Bahndamm soll um mehrere Meter angehoben werden.

## Religion
Zur religiösen Vielfalt tragen neben der evangelischen und katholischen Kirchengemeinde die Moschee Sultan Ahmet und die neuapostolische Gemeinde bei.